# Spoorlijn Mannheim - Bazel
De spoorlijn Mannheim - Bazel ook wel Rheintalbahn of Badische Hauptbahn genoemd is een Duitse spoorlijn als lijn 4000 onder beheer van DB Netze. Met een lengte van ruim 270 km is dit nu een van de langste Duitse spoorlijnen.
Het traject tussen Mannheim en Haltingen werd oorspronkelijk met een spoorwijdte van 1600 mm aangelegd.
Sinds 1987 wordt de spoorlijn tussen Karlsruhe en Bazel opgewaardeerd tot hogesnelheidslijn, sinds 2004 wordt er tussen Rastatt en Offenburg met 250 km/h gereden, zie verder de paragraaf Opwaardering tot hogesnelheidslijn.

## Geschiedenis
Het traject tussen Mannheim en Bazel werd tussen 1840 en 1863 geopend. Naast de Baden-Kurpfalz Bahn als onderdeel van de Rheintalbahn tussen Heidelberg en Karlsruhe aangelegd. De Rheinbahn en de Hardtbahn tussen Mannheim en Karlsruhe en de Rheinbahn tussen Karlsruhe naar Rastatt werden parallel aan de Rheintabahn aangelegd.

### Opening
Het traject van de Rheintalbahn werd met een spoorbreedte van 1600 mm in fases tussen Mannheim en Haltingen geopend.
- Mannheim - Heidelberg: geopend op 12 september 1840
- Heidelberg - Karlsruhe: geopend op 10 april 1843
- Karlsruhe - Rastatt: geopend op 1 mei 1844
- Rastatt - Baden-Oos: geopend op 6 mei 1844
- Baden-Oos - Offenburg: geopend op 1 juni 1844
- Offenburg - Freiburg: geopend op 1 augustus 1845
- Freiburg - Müllheim (Baden): geopend op 1 juni 1847
- Müllheim (Baden) - Schliengen: geopend op 15 juni 1847
- Schliengen - Efringen: geopend op 8 november 1848
- Efringen - Haltingen: geopend op 22 januari 1851

De spoorbreedte van het traject tussen Mannheim en Haltingen werd tussen 1854 en 1855 omgebouwd van 1600 mm in 1435 mm.
Het traject van de Rheintalbahn tussen Haltingen en Basel Bad aangelegd en op 20 februari 1855 geopend.

### Spoorlijn Mannheim - Heidelberg
Het traject met een spoorbreedte van 1600 mm tussen Mannheim Friedrichsfeld en Heidelberg werd tussen 1846 en 1855 voorzien van een derde rail met een spoorbreedte van 1435 mm ten behoeve van de Main-Neckar-Bahn tussen Frankfurt en Heidelberg / Mannheim. Naast het breedspoortraject met een spoorbreedte van 1600 mm tussen Mannheim en Mannheim Friedrichsfeld werd een apart treject met een spoorbreedte van 1435 mm ten behoeve van de Main-Neckar-Bahn aangelegd.
Parallel aan de Rheintalbahn werd door de Oberrheinische Eisenbahn een smalspoorlijn tussen Mannheim en Heidelberg aangelegd.

### Spoorlijn Mannheim - Karlsruhe
Op het traject van de Rheinbahn tussen Mannheim en Karlsruhe Kurplatz werd in op 4 augustus 1870 geopend. Het traject liep toen via Hardt (Hardtbahn) tussen Graben-Neudorf en Karlsruhe Kurplatz werd als onderdeel van de Rheinbahn op 4 augustus 1870 geopend.
Het traject werd in 1913 in Karlsruhe Kurplatz aangesloten op het traject van de Pfälzische Maximiliansbahn. In 1967 werd het hele traject tussen Graben-Neudorf en Karlsruhe Hbf opgeheven en delen werden omgebouwd tot tramlijn van de Verkehrsbetriebe Karlsruhe (VBK). In 1913 werd tussen Graben-Neudorf en Karlsruhe Hbf een nieuw traject geopend.

### Spoorlijn Heidelberg - Karlsruhe
De Baden-Kurpfalz Bahn als onderdeel van de Rheintabahn tussen Heidelberg en Karlsruhe aangelegd.

### Spoorlijn Karlsruhe - Bazel
De Rheinbahn legde in 1895 een nieuw traject tussen Karlsruhe naar Rastatt.

#### Opwaardering tot hogesnelheidslijn
In uitvoering is vanaf 1987 de ombouw tot hogesnelheidsspoorlijn van het deeltraject tussen Karlsruhe en Bazel. De eerste stukken nieuw gebouwde spoorlijn tussen Rastatt en Offenburg werden in 1993 in bedrijf genomen. De eerste tien jaren nog met een snelheid voor 160 km/h. Dit deeltraject werd met het renoveren van de oude reeds bestaande sporen grotendeels viersporig gemaakt. Sinds 2004 kan tussen Rastatt en Offenburg over de hogesnelheidsporen met 250 km/h gereden worden. Het station in de plaats Baden-Baden, waar sommige ICE's stoppen, is hierbij grondig vernieuwd. In 2012 kwam de 8 km lange Katzenbergtunnel gereed, zie de betreffende paragraaf hieronder.
In aanbouw is de tunnel tussen Karlsruhe en Rastatt, de ingebruikname is gepland in december 2026.
Gepland is om bij Freiburg een nieuwe spoorlijn om de stad heen aan te leggen als een 'bypass', maar dan voor goederentreinen.
De verwachting was aanvankelijk dat het hele traject rond 2018 klaar zou zijn, maar door onder meer politieke onenigheid kan dit anno 2025 (pas) 2035-2040 volledig afgerond worden. De reistijd wordt uiteindelijk ca. 30 minuten verkort. 

##### Katzenbergtunnel

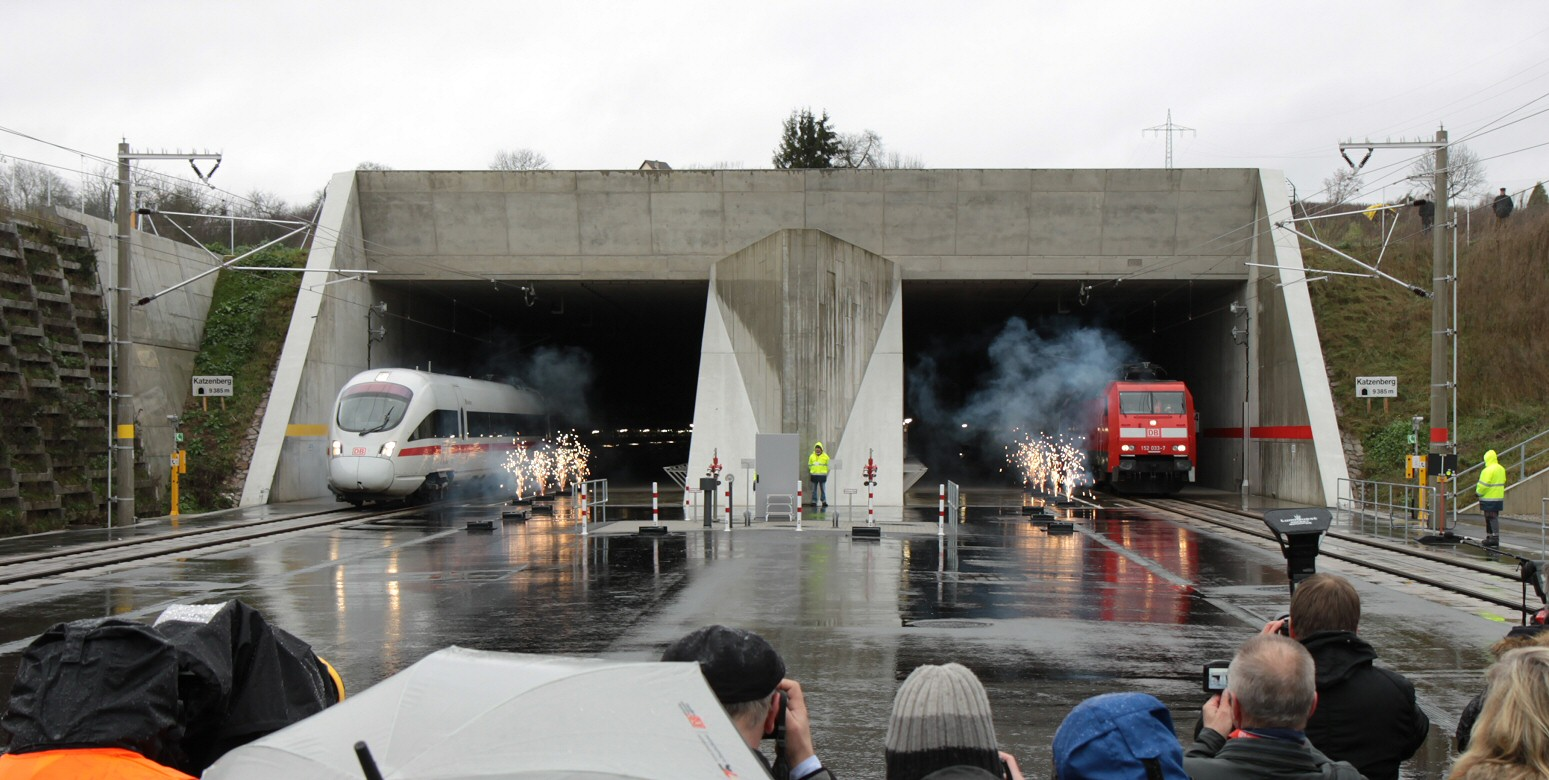
Een ICE en een goederentrein op 4 december 2012 bij de zuidelijke tunnelingang

De Katzenbergtunnel (9,4 km) is een tunnel in het nieuwe hogesnelheidstraject tussen Karlsruhe en Bazel die het bestaande traject gedeeltelijk vervangt. De geboorde tunnel bestaat uit twee tunnelbuizen met ieder één spoor. De tunnel is in eerste instantie bestemd voor ICE-treinen, maar kan indien nodig ook worden gebruikt voor goederenvervoer en vertraagde langeafstandstreinen.
De 9385 meter lange tunnel werd op 4 december 2012 geopend. De treindiensten maken vanaf 9 december 2012 gebruik van deze tunnel.
De tunnel moet niet verward worden met de (minder bekende) Katzenbergtunnel aan de Außerfernbahn tussen Thanellerkar en Bad Krekelmoos.

#### Ongeval
Op 21 juli 1971 verongelukte de D-Zug 370 "Schweiz-Express" van Bazel naar Kopenhagen om 13:10 uur door een snelheid van 140 km/h bij Rheinweiler in een bocht waar maximaal 75 km/h toegestaan is. De locomotief van de serie 103 106-1 en zeven van de negen wagons stortten van de spoordijk, waarbij een woonhuis werd vernield. Enkele wagons kwamen op de A5 terecht. Bij dit ongeval kwamen 25 mensen, waaronder de machinist om het leven. Verder waren er 121 gewonden.
Het ongeval werd veroorzaakt door een defect aan de AFB. In 1978 werden de gevaarlijke plaatsen met een langzaam-rijden-opdracht voorzien van een aangepaste PZB en de opdrachten van de Sifa werden versneld.

## Treindiensten

### Deutsche Bahn
De Deutsche Bahn verzorgt het personenvervoer op dit traject met RE- en RB-treinen.

#### InterCityExpress
De InterCityExpress, afgekort als ICE, is de snelste trein van spoorwegmaatschappij DB Fernverkehr, onderdeel van Deutsche Bahn AG.

### S-Bahn
De S-Bahn, meestal de afkorting voor Stadtschnellbahn, soms ook voor Schnellbahn, is een in Duitsland ontstaan (elektrisch) treinconcept, welke het midden houdt tussen de Regionalbahn en de Stadtbahn. De S-Bahn maakt meestal gebruik van de normale spoorwegen om grote steden te verbinden met andere grote steden of forensengemeenten. De treinen rijden volgens een vaste dienstregeling met een redelijk hoge frequentie.

## Aansluitingen
In de volgende plaatsen was of is er een aansluiting van de volgende spoorwegmaatschappijen:

### Mannheim
- Rheinbahn spoorlijn tussen Mannheim en Rastatt
- Riedbahn spoorlijn tussen Mannheim / Worms en Frankfurt am Main, vroeger ook naar Darmstadt
- Pfälzische Ludwigsbahn spoorlijn tussen Mannheim en Saarbrücken
- Mainz – Ludwigshafen spoorlijn tussen Ludwigshafen en Mainz
- Main-Neckar-Eisenbahn spoorlijn tussen Frankfurt am Main en Heidelberg / Mannheim
- HSL Rhein/Main – Rhein/Neckar spoorlijn tussen Frankfurt am Main en Mannheim
- HSL Mannheim – Stuttgart spoorlijn tussen Mannheim en Stuttgart
- Rhein-Haardtbahn spoorlijn tussen Mannheim en Bad Dürkheim
- Oberrheinische Eisenbahn spoorlijn tussen Mannheim en Heidelberg
- Oberrheinische Eisenbahn spoorlijn tussen Mannheim en Weinheim
- Oberrheinische Eisenbahn spoorlijn tussen Mannheim en Heddesheim
- Mannheimer Verkehrs Verbund (MVV) stadstram in Mannheim/Ludwigshafen
- Verkehrsbetriebe Ludwigshafen (VBL) stadstram in Ludwigshafen/Mannheim

### Heidelberg

#### Oud station Heidelberg
Het station in Heidelberg werd in 1840 gebouwd als kopstation aan de spoorlijn naar Mannheim. Het station lag in de omgeving van de tegenwoordige Poststraße en Kurfürstenanlage. In 1846 volgde de spoorlijn naar Frankfurt am Main. In 1862 werd een doorgaande spoorlijn naar Heilbronn en Odenwald aangelegd.
- Baden-Kurpfalz-Bahn, spoorlijn tussen Heidelberg en Karlsruhe
- Elsenztalbahn, spoorlijn tussen Heidelberg over Sinsheim naar Bad Friedrichshall-Jagstfeld
- Neckartalbahn, spoorlijn tussen Heidelberg over Eberbach en Mosbach naar Bad Friedrichshall-Jagstfeld
- Main-Neckar-Eisenbahn, spoorlijn tussen Frankfurt am Main en Heidelberg / Mannheim
- Heidelberg - Speyer, spoorlijn tussen Heidelberg en Speyer

#### Heidelberg Hbf
Door de Eerste en de Tweede Wereldoorlog werd pas rond 1955 begonnen met plannen voor een nieuw station in Heidelberg. Het nieuwe station werd aan de Willy-Brandt-Platz gebouwd en op 5 mei 1955 geopend door Bondspresident Theodor Heuss. Het was de eerste nieuwbouwstation van de Bondsrepubliek.
- Elsenztalbahn, spoorlijn tussen Heidelberg over Sinsheim naar Bad Friedrichshall-Jagstfeld
- Neckartalbahn, spoorlijn tussen Heidelberg over Eberbach en Mosbach naar Bad Friedrichshall-Jagstfeld
- Main-Neckar-Eisenbahn, spoorlijn tussen Frankfurt am Main en Heidelberg / Mannheim
- Heidelberg - Speyer, spoorlijn tussen Heidelberg en Speyer
- Oberrheinische Eisenbahn, spoorlijn tussen Heidelberg en Mannheim
- Oberrheinische Eisenbahn, spoorlijn tussen Heidelberg en Weinheim
- Oberrheinische Eisenbahn, spoorlijn tussen Heidelberg en Ketsch
- Heidelberger Straßen- und Bergbahn (HSB) stadstram in Heidelberg

### Karlsruhe

#### Karlsruhe Kurpfalz
Aan het traject van de Badische Hauptbahn tussen Mannheim en Bazel werd aan de Ettlinger Tor ongeveer 500 meter ten zuiden van Karlsruher Marktplatz door Friedrich Eisenlohr een station gebouwd. Het station werd op 1 april 1843 geopend met aan de zuidzijde een depot en aan de oostzijde een goederenstation. Het traject met een spoorbreedte van 1600 mm werd enkele jaren later omgebouwd tot 1435 mm liep door de latere Kriegstraße. De plaats van het station werd daarna ingenomen door de Markthallen en in rond 1960 door het Badischen Staatstheaters. Het goederenstation werd in 1997 afgebroken en aan de B 10 toegevoegd.
- Hardtbahn spoorlijn tussen Karlsruhe en Graben
- Rheinbahn spoorlijn tussen Mannheim en Rastatt
- Baden-Kurpfalz-Bahn spoorlijn tussen Heidelberg en Karlsruhe

#### Karlsruhe Hbf
De bouw van een nieuw station van August Stürzenacker begon in 1910 en werd in de nacht van 22 op 23 oktober 1913 geopend. Het postkantoor werd aan de oostzijde gebouwd en het kopstation van de Albtalbahn (toen smalspoor) werd aan de westzijde gebouwd.
- Rheinbahn spoorlijn tussen Mannheim en Rastatt
- Karlsruhe – Mühlacker spoorlijn tussen Karlsruhe en Mühlacker
- Pfälzische Maximiliansbahn spoorlijn tussen Neustadt an der Weinstraße en Karlsruhe/Wissembourg
- HSL Karlsruhe – Bazel spoorlijn tussen Karlsruhe en Bazel
- Albtal-Verkehrs-Gesellschaft diverse trajecten rond Karlsruhe
  - Stadtbahn Karlsruhe diverse trajecten rond Karlsruhe

### Rastatt
- Rheinbahn spoorlijn tussen Mannheim en Rastatt
- Murgtalbahn spoorlijn tussen Rastatt en Freudenstadt
- HSL Karlsruhe – Bazel spoorlijn tussen Karlsruhe en Bazel
- Albtal-Verkehrs-Gesellschaft diverse trajecten rond Karlsruhe

### Baden-Oos
Door de opheffing op 24 september 1977 van het traject tussen Baden-Oos en Baden-Baden werd op dezelfde dag het station Baden-Oos vernoemd in Baden-Baden.
- Spoorlijn Baden-Oos - Baden-Baden spoorlijn tussen Baden-Oos (tegenwoordig Baden-Baden) en Baden Baden
- HSL Karlsruhe – Bazel spoorlijn tussen Karlsruhe en Bazel
- Albtal-Verkehrs-Gesellschaft diverse trajecten rond Karlsruhe

### Achern
- Achertalbahn spoorlijn tussen Achern en Ottenhöfen
- Albtal-Verkehrs-Gesellschaft diverse trajecten rond Karlsruhe

### Appenweier
- Europabahn, spoorlijn tussen Appenweier en Straatsburg
- Renchtalbahn, spoorlijn tussen Appenweier en Bad Griesbach

### Offenburg
- Schwarzwaldbahn spoorlijn tussen Offenburg en Singen
- HSL Karlsruhe – Bazel spoorlijn tussen Karlsruhe en Bazel

### Freiburg im Breisgau

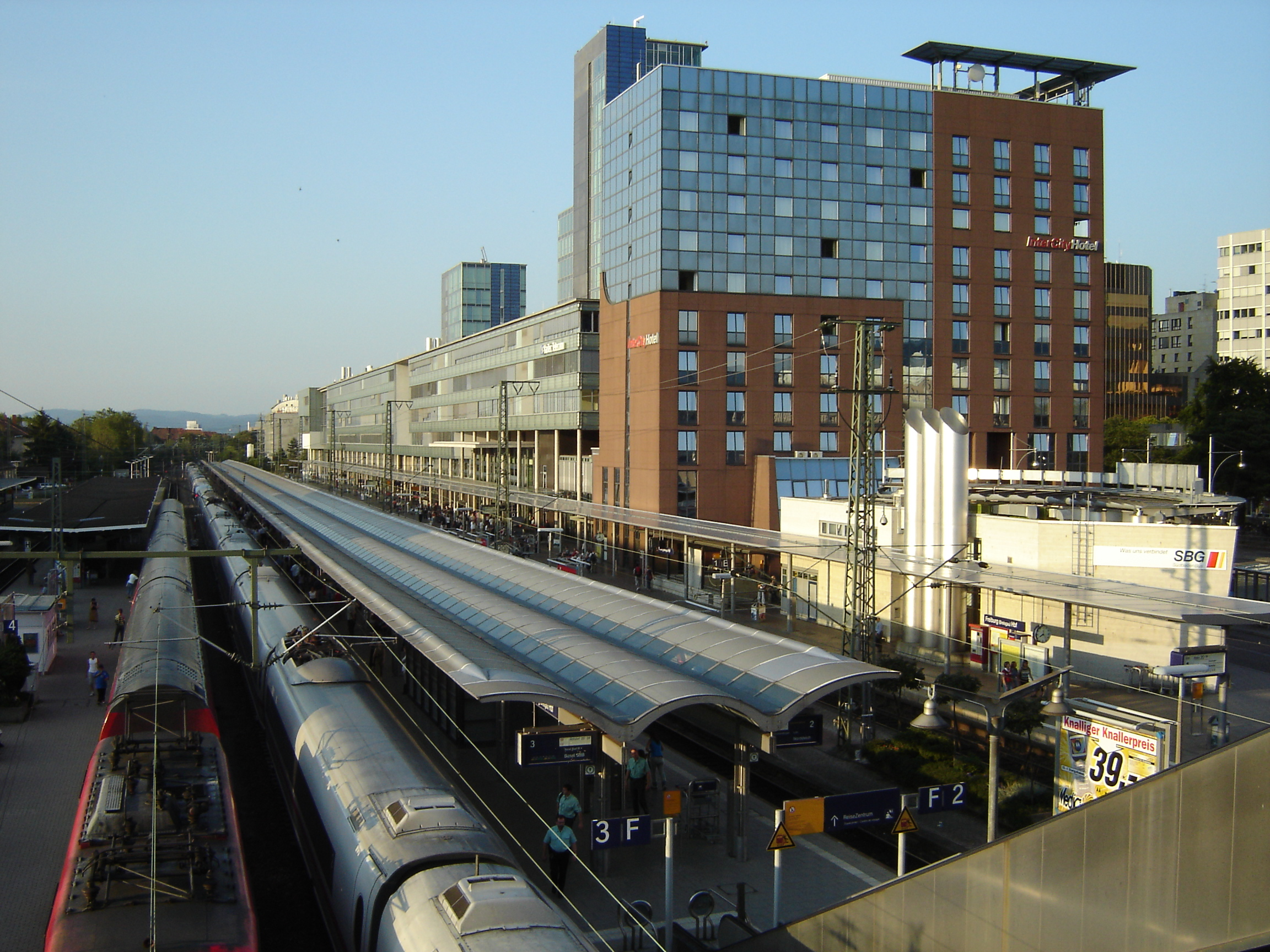
Freiburg (Breisgau) Hauptbahnhof

- Höllentalbahn, spoorlijn tussen Freiburg en Donaueschingen
- Breisacher Bahn, spoorlijn tussen Freiburg en Breisach
  - Kaiserstuhlbahn, spoorlijn tussen Gottenheim en Riegel am Kaiserstuhl naar Breisach aan de Breisacher Bahn
  - Elztalbahn, spoorlijn tussen Denzlingen en Elzach

Freiburg krijgt geen station aan de hogesnelheidslijn Karlsruhe – Bazel.

### Müllheim
- DB 4314, spoorlijn tussen Müllheim en Neuenburg

### Haltingen
- Kandertalbahn, spoorlijn tussen Haltingen en Kandern (museum spoorlijn Eurovapor)

### Weil am Rhein
- Gartenbahn, spoorlijn tussen Weil am Rhein en Lörrach
- Weil am Rhein - Saint-Louis, ex spoorlijn tussen Weil am Rhein en Saint-Louis

### Basel Bad. Bahnhof
Het huidige station Basel Bad. Bahnhof werd op 13 september 1913 geopend.
- S-Bahn Basel
- Hochrheinbahn, spoorlijn tussen Basel Bad.bf en Konstanz
- Wiesentalbahn, spoorlijn tussen Basel Bad.bf en Zell im Wiesental
- HSL Karlsruhe – Bazel, hogesnelheidsspoorlijn tussen Karlsruhe en Bazel
- Basler Verbindungsbahn, spoorlijn tussen Basel Bad. Bahnhof en Basel St. Johhann / Muttenz

## Elektrische tractie
Het traject werd in fases geëlektrificeerd met een spanning van 15.000 volt 16⅔ Hz wisselstroom.
- Bazel – Efringen-Kirchen: 5 oktober 1952
- Efringen-Kirchen – Freiburg: 4 juni 1955
- Freiburg – Offenburg: 2 juni 1956
- Offenburg – Karlsruhe: 4 juli 1957
- Karlsruhe – Bruchsal: 29 september 1957
- Bruchsal – Heidelberg: 5 mei 1955
- Heidelberg – Mannheim Friedrichsfeld: 2 juni 1956
- Mannheim Friedrichsfeld – Mannheim: 1 juni 1958